# Oonops gertschi
Oonops gertschi là một loài nhện trong họ Oonopidae.
Loài này thuộc chi Oonops. Oonops gertschi được Arthur M. Chickering miêu tả năm 1971.